# チャールズ・バトラー (フィギュアスケート選手)
チャールズ・バトラー（Charles Butler、1979年4月4日 - ）は、アメリカ合衆国・ユタ州ソルトレイクシティ出身の男性フィギュアスケートアイスダンス選手。1998年長野オリンピックアイスダンスアメリカ代表。1998年世界ジュニア選手権チャンピオン。パートナーはジェシカ・ジョセフ。

## 経歴
ソルトレイクシティに生まれた。やがてジェシカ・ジョセフとカップルを結成し、1995-1996年シーズンの世界ジュニア選手権に初出場。
1997-1998年シーズンには創設されたばかりのISUジュニアグランプリに参戦して2大会で優勝を果たす。同シーズンの世界ジュニア選手権で優勝を飾った。1998年、全米選手権のシニアクラスに出場して2位となり、長野オリンピックと1998年世界選手権アメリカ代表に選出された。しかし、長野オリンピックでは21位、世界選手権ではフリーダンスに進めず25位に終わる。同シーズンをもってジェシカ・ジョセフとのカップルは解散。のちに引退、現在はフィギュアスケートコーチとして活動している。

## 主な戦績
| 大会/年           | 1995-96 | 1996-97 | 1997-98 |
| ----------------- | ------- | ------- | ------- |
| オリンピック      |         |         | 21      |
| 世界選手権        |         |         | 25      |
| 全米選手権        |         |         | 2       |
| 世界Jr.選手権     | 10      | 6       | 1       |
| JGPハンガリー杯   |         |         | 1       |
| JGPウクライナ記念 |         |         | 1       |